# Herma Svozilová-Johnová
Herma Svozilová-Johnová (29. srpna 1914 v Prostějově – 5. dubna 2009 v Praze) byla česká spisovatelka a básnířka, orientovaná zejména na tematiku společenských a citových vztahů; autorka próz pro mládež.

## Život
Narodila se do známé prostějovské rodiny. Otec Cyril Svozil (1886–1935) byl prostějovský advokát, poslanec a sběratel výtvarného umění. Josef Svozil (1847–1931), její děd, se proslavil jakožto průkopník v oboru chmelařství a pivovarnictví na Litovelsku. Byl rovněž vydavatelem olomouckých Selských listů a litovelské Selské stráže.
Její osobnost formovalo kultivované rodinné prostředí paralelně se vzděláním, kterého se jí dostalo. Nejprve v letech 1926 až 1928 studovala na klasickém gymnáziu v Prostějově a poté mezi lety 1928 a 1930 na lyceu Saint-Germain-en-Laye ve Francii. Maturovala v roce 1934 na francouzském reálném gymnáziu v Praze. V letech 1935 a 1937 absolvovala pobyt na univerzitě v Oxfordu.
Během svého života vystřídala mnohá občanská povolání. Pracovala například na státních statcích na zámku Kačina u Kutné Hory či v Žacléři nebo v zelinářství v Praze-Jinonicích.
V letech 1958 až 1960 působila v zahraničním oddělení Ústředního domu lidové tvořivosti a mezi lety 1966 a 1970 v zahraničním oddělení Svazu československých spisovatelů.

### Rodinný život
Dne 17. srpna 1937 se v Olomouci provdala za svého bratrance Oldřicha Johna (1907–1961), sociálně demokratického politika a od roku 1948 předsedu Národního shromáždění. Za okupace byl zatčen a prošel koncentračními tábory Dachau a Buchenwald.
Syn Oldřich John (1940–2021) byl matematik. Syn Cyrill John (1947) je politolog a fyzioterapeut; v roce 1968 emigroval do Švédska.

## Literární tvorba

### Denní tisk a časopisy
Do literatury vstoupila již v roce 1929, kdy začala publikovat drobné články v regionálním tisku. Po druhé světové válce tiskl časopis Vlasta její verše zaměřené na budovatelské tovární prostředí.

### Knižní vydání
V prvních novelách a románech věnovala pozornost životu na rodném Prostějovsku a zajímavě popsala nerovný vztah muže a ženy. Do tohoto období náležejí zejména díla
- Křížek z ametystů (1940)
- Šička Božena (1942)
- Prostřený stůl (1944)
- Muž a žena (1946)

S okupační tematikou úspěšně pracovala v díle Vysoké napětí z roku 1948. Traumata padesátých let vylíčila v knize Justina je svědek (1968). K válečné atmosféře se vrátila v knize Odskok z Oxfordu (1978), zasazené do moravské vesnice v předvečer 2. světové války. V Mořském dně (1994) se pokusila o beletristickou reflexi československé společnosti v převratných letech 1988 až 1991. Vytěžila-li kolorit své jedné z posledních knih Švédské epizody z prostředí dalekého severu, vrací se v próze Zvláštní zážitek na sever rodné Moravy.
Její básnická tvorba opsala oblouk od začátečnicky roztěkané Neděle (1938) přes intimní deník válečných dnů Kavalkáda (1946) a příklon k budovatelskému patosu poúnorové doby ve sbírce Tvé nové kráse (1949) až po Náčrtník (1974), shrnující lyriku životní a citové vyrovnanosti.
V roce 2000, ve svých 86 letech, vydala Hanáckou ságu, rozsáhlou vzpomínkovou knihu, v níž zachycuje mnohé peripetie svého života i politickou dráhu svého manžela.

## Ocenění
V roce 1974 obdržela vyznamenání Za zásluhy o výstavbu.

## Zajímavosti
Její sestřenicí byla herečka Světla Svozilová. Osobně se znala s matkou Jiřího Wolkera. Za svou básnickou sbírku Kavalkáda z roku 1945 získala Cenu Petra Bezruče. 